# Зобніна (Талицький міський округ)
Зобніна́ (рос. Зобнина) — присілок у складі Талицького міського округу Свердловської області.
Населення — 101 особа (2010, 163 у 2002).
Національний склад станом на 2002 рік: росіяни — 94 %.